# Dicranomyia handlirschi
Dicranomyia handlirschi är en tvåvingeart som beskrevs av Paul Lackschewitz 1928. Dicranomyia handlirschi ingår i släktet Dicranomyia och familjen småharkrankar. Arten är reproducerande i Sverige.

## Underarter
Arten delas in i följande underarter:
- D. h. handlirschi
- D. h. ontakeana